# Affaire Garrigue
L'Affaire Garrigue fait référence à un fait divers, la mort par empoisonnement en 1874 de Jacques Garrigue qui donnera lieu à un procès en cour d'assises très médiatisé pour l'époque.
Ayant eu connaissance de cette histoire, l'écrivain néerlandais Henk Romijn Meijer en a tiré un roman paru en 1983 sous le titre Mijn naam is Garrigue (Je m'appelle Garrigue).

## Le fait divers
Jacques Garrigue, âgé de cinquante-huit ans, décède le 17 octobre 1874 au hameau du Michial, commune de Saint-Julien-de-Lampon en Dordogne, Périgord.
Dès son enterrement de sourdes rumeurs s'élèvent, notamment au vu des réjouissances de son entourage. La justice ouvre une enquête. Le corps est exhumé le 2 novembre et autopsié, les viscères mises en bocaux pour analyse. L'instruction donnera lieu à plusieurs reconstitutions et à l'incarcération de six personnes, dont trois ne seront pas poursuivies. À deux reprises, l'un des accusés, son fils Guillaume Garrigue, tentera de s'évader, dont une fois de manière rocambolesque en se jetant dans la rivière Dordogne le 13 avril 1875.
Le procès d'assises eut lieu du 4 mars au 13 mars 1876. La veuve du défunt, Catherine Garrigue sera condamnée aux travaux forcés à perpétuité, Guillaume Garrigue et Jean Issier, un ouvrier de la ferme, seront acquittés.

## L'affaire judiciaire
Après quinze mois d'une instruction judiciaire laborieuse, le procès eut lieu à la cour d'assises de Périgueux du 4 au 13 mars 1876. Trois accusés sont présentés :
- le fils Guillaume Garrigue, médecin ;
- Catherine Couturié, veuve de Jacques Garrigue ;
- Jean Issier, un ouvrier menuisier présumé amant de la mère.

### Un procès complexe
L’affaire Garrigue a fait partie des procès criminels qui ont passionné l’opinion publique. Tous les ingrédients sont réunis, d’abord l’empoisonnement, cette forme particulière de meurtre comme cause du décès de Jacques Garrigue, et des protagonistes de fort caractère, la mère Garrigue aux mœurs légères, Jacques Garrigue, le défunt, propriétaire terrien sur le déclin et leur fils Guillaume Garrigue, un docteur en médecine donc un notable. Un ouvrier menuisier, amant de la mère, complète les personnages de premier plan mais tout autour c’est toute une communauté rurale qui est appelée à la barre : au procès il n’y aura pas moins de 98 témoins appelés à déposer, 77 à charge et 21 à décharge.

### Les magistrats
Le président De Forcade, conseiller à la cour d'appel de Bordeaux, et surtout De Gabrielli,, procureur général à la cour d'appel de Bordeaux sont des magistrats de premier plan.

### Les avocats
Le retentissement de l'affaire se note aussi par les avocats amenés à assurer la défense des accusés, Guillaume Garrigue défendu par Edgar Demange de Paris et Darnal de Gourdon, Catherine Garrigue défendue par Raynaud de Périgueux et Jean Issier par Millet-Lacombe, .
Me Edgar Demange (1841-1925), avocat parisien, dira plus tard, revenant sur ses 50 ans d’exercice du métier, « Il n’y a pas de plus passionnantes affaires que celles où la vie et l’honneur sont en jeu d’un être qu’en conscience l’on croit innocent. J’ai connu ces émotions dès le début de ma carrière dans l’affaire Garrigues… ». Il avait certainement connu le docteur Garrigue à Paris car dans sa plaidoirie il indique « Il y a trois ans, il a sauvé avec sa science la vie qui m’est la plus chère ». Cet avocat a participé à des procès retentissants : défense en 1870 de Pierre-Napoléon Bonaparte, meurtrier du journaliste Victor Noir, également avocat d’Alfred Dreyfus (procès de 1894 et 1899).

### Les experts
Avec les mêmes ressorts qui sont aujourd’hui déployés dans ce genre d’histoire, l’affaire se complique par l’intervention d’experts en chimie appelés, à charge ou à décharge, à se prononcer sur l’emploi de substances mystérieuses, potasse caustique, poudre de Vienne, vitriol, sirop de tolu. Les bocaux contenant les entrailles du défunt, issues de l’autopsie après exhumation, sont aussi présentés au procès. Des médecins analysent les crises de folie réelle ou simulée de Guillaume Garrigue. Mais des faits simples donnant lieu à controverse permettent à tout un chacun de pouvoir alimenter les conversations, comme la manière dont était obturé le flacon de tolu, ou si Céleste, la bonne de la maison, avait passé ou non le bac pour revenir de Souillac.

### La presse
La presse, notamment la presse parisienne, va donner à cette affaire un grand retentissement dans l'opinion publique. En 1876, plus qu’à l’époque du procès de Marie Lafarge, aux assises de Tulle en septembre 1840, la presse est en plein essor et se nourrit de ces faits divers, surtout si une femme est la meurtrière.
Les journaux nationaux Le Figaro, Le Temps, le Gaulois, le Petit Journal font vivre, par la plume de leurs envoyés spéciaux, pendant la session de Cour d’assises de Périgueux du 4 mars au 15 mars 1876, le lecteur au rythme des audiences fidèlement rapportées. Le Petit Journal surenchérit de détails, reproduisant en croquis le plan de la maison des Missials, le Gaulois recherche l’anecdote sur ces gens de province. Tout est rapporté, et si possible avec une touche de langue d’oc, pour renforcer le trait. « C’est un pays en retard, dont certains habitants sont encore à ignorer le français. Le patois sarladais possède une saveur particulière qui le distingue de tous les patois des environs. L’un des inculpés, Jean Issier, ne connaît pas d’autre idiome. »
Le journal suisse Le Confédéré du Valais évoque également l'affaire, de même les journaux régionaux, Le Journal de Toulouse.
Le journal "Le Périgord" édite un tiré à part de 190 pages « Le Procès Garrigue » qui rend fidèlement compte de toutes les interventions et de l'audition de tous les témoins.
Finalement le verdict est prononcé mais la part de mystère est restée sur cette affaire. Que le père Garrigue ait vraiment été empoisonné n’est finalement pas aussi certain que la lourde condamnation de son épouse le laisse penser. La Cour de cassation a rejeté rapidement le pourvoi de la femme Garrigue en appel du jugement – 30 avril 1876. Elle décédera le 9 février 1877, à la prison pour femmes de Cadillac sur Garonne (Gironde).
L’écho de cette affaire se retrouvera dans les journaux, donc dans la mémoire collective, dans les années suivantes : dans un procès en 1877, on parle d’un accusé qui s’est mis à « proférer des injures contre elle, la traitant de mère Garrigue, d’empoisonneuse et de voleuse,… » . On peut lire dans le Figaro du 17 avril 1883 : « Depuis le célèbre procès Garrigue, dans lequel triompha Me Demange il y a huit ans, jamais cause criminelle n’a attiré autant de monde. »

## Le roman - Mijn naam is Garrigue
Lors de vacances passées dans le Lot, une région qu'il apprécie particulièrement, l'écrivain néerlandais Henk Romijn Meijer se voit confier par la famille d'un avocat local 1200 feuillets d'archives manuscrites constituant les dépositions des témoins, consignées par les greffiers des tribunaux de Sarlat et de Périgueux, relatives au procès en mars 1876 d'un assassinat par empoisonnement d'un vieux propriétaire-paysan de Dordogne.
De ce fait divers, Henk Romijn Meijer va en faire un roman, sans chercher à refaire l'enquête.
L'écrivain reconstitue les circonstances dans lesquelles Jacques Garrigue a trouvé la mort en octobre 1874 aux Michials, un hameau de Saint-Julien-de-Lampon.
Guillaume Garrigue, son fils, le protagoniste du roman, s’est installé en 1871, après ses études à Paris, comme médecin dans son pays natal en Dordogne. Les dettes contractées par le père pour qu'il étudie, son mariage sans le consentement paternel, la faillite du père enveniment le climat familial. La relation entre ses parents et sa relation avec son père ne s’améliorent pas après son retour. La mère mène une vie dissolue, le père est coléreux, avare, dur au travail et déteste sa femme au moins autant que son fils. Quand le père Garrigue meurt, les commérages se déchaînent au village. L’autopsie révèle que le corps contient une quantité mortelle d’arsenic. Qui a commis le crime ? Ou bien était-ce un suicide comme le père Garrigue en avait si souvent agité la menace ? Au fil des interrogatoires la perspective d’une réponse simple s’éloigne. Lors qu’enfin le tribunal rend sa décision empreinte de doutes, les personnages ont été révélés au lecteur dans toute leur triste bassesse.
L'affaire judiciaire a porté au paroxysme les relations humaines, l'opposition d'un père à son fils, les oppositions de classes sociales qui ressortent tandis que défile la dureté de la vie à cette époque. À la suite du procès le docteur Garrigue s'exilera pendant des années dans les Ardennes, ouvrant un cabinet de médecin à Vrigne-aux-Bois.
L'art de Henk Romijn Meijer consiste à replacer tous les acteurs du drame en situation et à les laisser s'exprimer, les dialogues fusent, emplis de ragots et de mensonges, de voisins qui ne se raccommodent que pour mieux se dénoncer.
Plus que le procès, ce qui intéresse l'écrivain c’est de dépeindre cette société rurale sur laquelle nous portons aujourd'hui un regard empreint d'angélisme alors qu'il s'agissait d'un monde dur, très rude, avec des forts et des faibles. La solidarité obligée des uns et des autres vole en éclats sous les coups de ce drame.
En toile de fond la guerre de 1870, notamment la bataille du Mans, l'émergence d'une pensée scientifique s'opposant aux croyances, la prégnance de la Dordogne, rivière alors impétueuse, aux crues rythmant la vie d'une communauté rurale, partagée entre les gens de la vallée et ceux habitants sur les hauteurs, au Pech.
S'il est ethnographique, – « c’est ainsi que nous vivions alors et pas autrement » écrit Henk Romijn Meijer dans son avant-propos en citant Le Roy Ladurie, ce roman contient des interrogations bien plus intemporelles sur « qu’est-ce que la vérité ? » et sur la comédie humaine. « J’ai été impressionné par la noirceur oppressante et l’intensité de la vie qui ressortent de ces feuillets manuscrits » écrira l'écrivain.
Le roman de 298 pages a fait l'objet entre 1983 et 2004 de six rééditions auprès de l'éditeur Meulenhoff d'Amsterdam.